# Ricardo Requejo
Ricardo Requejo Retegui, né le 10 juin 1938 à Irun et mort le 12 novembre 2018 dans la même ville, est un pianiste classique et enseignant espagnol.

## Biographie
Ricardo Requejo est né à Irún en 1938. En 1950, il entre au Conservatoire municipal de San Sebastián où il étudie avec les professeurs José María Iraola et Francisco Escudero, obtenant le premier prix de piano. En 1957, il intègre le Conservatoire national supérieur de musique de Paris, avec comme professeurs Vlado Perlemuter, Pierre Pasquier et Elsa Barreine, en tant que boursier du ministère de l'Éducation nationale. Dans ce conservatoire, il reçoit plusieurs récompenses, comme la première médaille de lecture à première vue et sous cryptage dans la classe d'Elsa Barreine, le premier accès dans celui de Pierre Pasquier et, en 1959, le premier prix de piano dans la classe Vlado Perlemuter. Durant ces années, il suit des cours d'été à Dartington (Angleterre), Saint-Jacques-de-Compostelle, Cascais (Portugal) et Sienne (Italie). Ses professeurs sont notamment Lazare Leví, Gaspar Cassadó, Alicia de Larrocha, Karl Engel, Sandor Vegh, Guido Agosti.
En 1961, il est récompensé au Concours International de Piano d'Orense. Un an plus tard, il entre au Conservatoire de Genève dans la classe de Louis Hiltbrand et, en 1965, reçoit le Premier Prix de piano avec distinction unanime du jury et Prix spécial Georges Filipinetti, au Conservatoire de Genève. En 1965, il remporte le premier prix Luis Costa, concours international de piano de Porto (Portugal), ainsi que la bourse d'études de la fondation Calouste Gulbenkian. En Allemagne, il étudie avec Sandor Vegh (Düsseldorf), Karl Engel (Hanovre) et Conrad Hansen (Hambourg), avec une bourse du Deutsche Akademische Austauschdienst (D.A.A.D.) et de la Fondation Humboldt.
En tant que pédagogue, il commence sa vie professionnelle à l’école supérieure de musique de Hambourg en tant qu’assistant de Conrad Hansen. Il devient professeur assistant à l'école supérieure de chant de Madrid, dans la classe de Lola Rodríguez de Aragón, ainsi que professeur de piano à l'école supérieure de musique du Pays basque (Musikene). Il enseigne d'innombrables Master Classes dans différents pays: cours international Manuel de Falla (Grenade), cours de jeune orchestre d'Espagne (Madrid), jeune orchestre basque (Vitoria et Cestona), cours Juan de Anchieta, Université de Deusto (Bilbao). Invité par le ministère de la Culture, il enseigne au Conservatoire supérieur de musique de Pékin (Chine), à l'École supérieure des arts de La Havane (Cuba) et à l'École supérieure de musique de Lima (Pérou). Au cours de toutes ces années, il propose des récitals et des concerts en Europe, en Amérique et en Asie, tout en maintenant une étroite collaboration dans les concerts, les enregistrements et les enregistrements radiophoniques et télévisés avec Christian Ferras (violon), Salvatore Accardo (violon), Teresa Berganza (mezzosoprano), Ingo Goritzki (hautbois), Claude Stark (violoncelle). Pendant des années, il travaille régulièrement pour la firme de disques «Claves» en Suisse et possède une longue liste d'œuvres enregistrées de différentes époques et de différents styles, parmi lesquelles des œuvres d'Isaac Albéniz, de Manuel de Falla, de Joaquín Turina, de Padre Donostia, de Schumann, de Moussorgsky et de Chopin, entre autres.
Ses versions de la musique d'Isaac Albéniz et de Manuel de Falla sont ses œuvres les plus reconnues. Sa version de la suite Iberia a reçu le "Diapason d'Or" du magazine français Diapason (magazine). À son tour, il fait partie en tant que jury de compétitions nationales et internationales. Tout au long de sa vie professionnelle, il a combiné sa vie de concert et sa vie pédagogique, l’aide de jeunes interprètes étant l’une de ses principales priorités.
Le pianiste espagnol Ricardo Requejo meurt le lundi 12 novembre 2018 à 80 ans. L'interprète irunés avait reçu la médaille d'or de sa ville natale en décembre 2017 et avait promu des projets avec des jeunes, une des facettes que, selon le journal El Diario Vasco, il a le plus développée au cours de sa carrière professionnelle,.